# Waldstatt

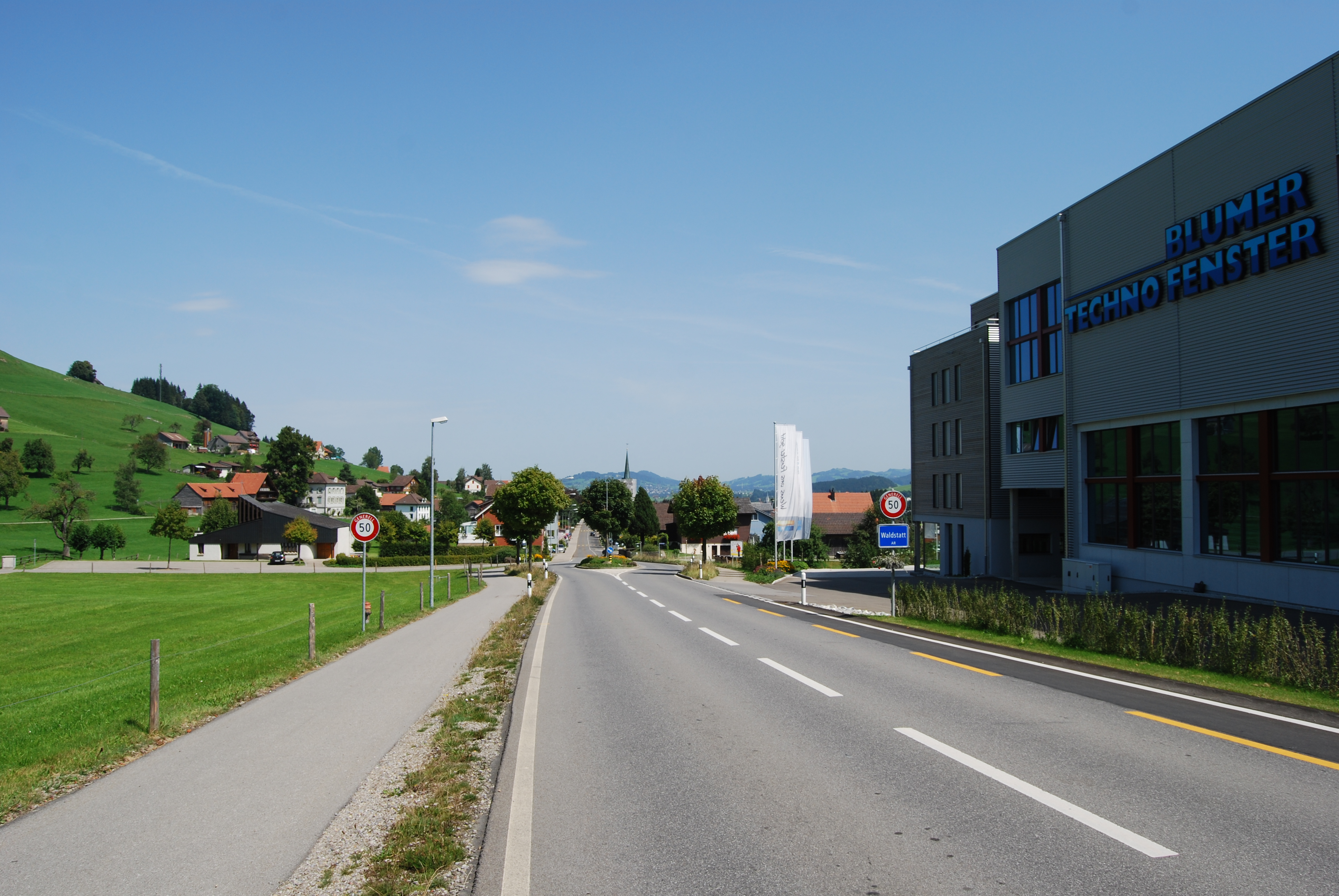
Waldstatt

Waldstatt este un oraș în Elveția.